# Albert-Einstein-Friedenspreis
Der Albert-Einstein-Friedenspreis wird jährlich von der Albert Einstein Peace Prize Foundation in Chicago verliehen. Der Preis ist mit 50.000 US-Dollar dotiert.

## Preisträger (Auszug)
- 1992: Joseph Rotblat und Hans Bethe
- 1988: Andrei Sacharow
- 1985: Willy Brandt
- 1984: Pierre Trudeau
- 1983: Kardinal Joseph Bernardin, Erzbischof von Chicago
- 1982: Robert McNamara
- 1981: George F. Kennan
- 1980: Alva Myrdal